# Judith au banquet d'Holopherne
Judith au banquet d'Holopherne (également connue sous le nom d'Artemise recevant les cendres de Mausolus ou Sophonisbe recevant la coupe empoisonnée ou encore simplement Artémis) est une peinture à l'huile sur toile du  peintre de l'âge d'or hollandais Rembrandt. Elle se trouve au Musée du Prado à Madrid. Elle est signée REMBRANDT F : 1634.

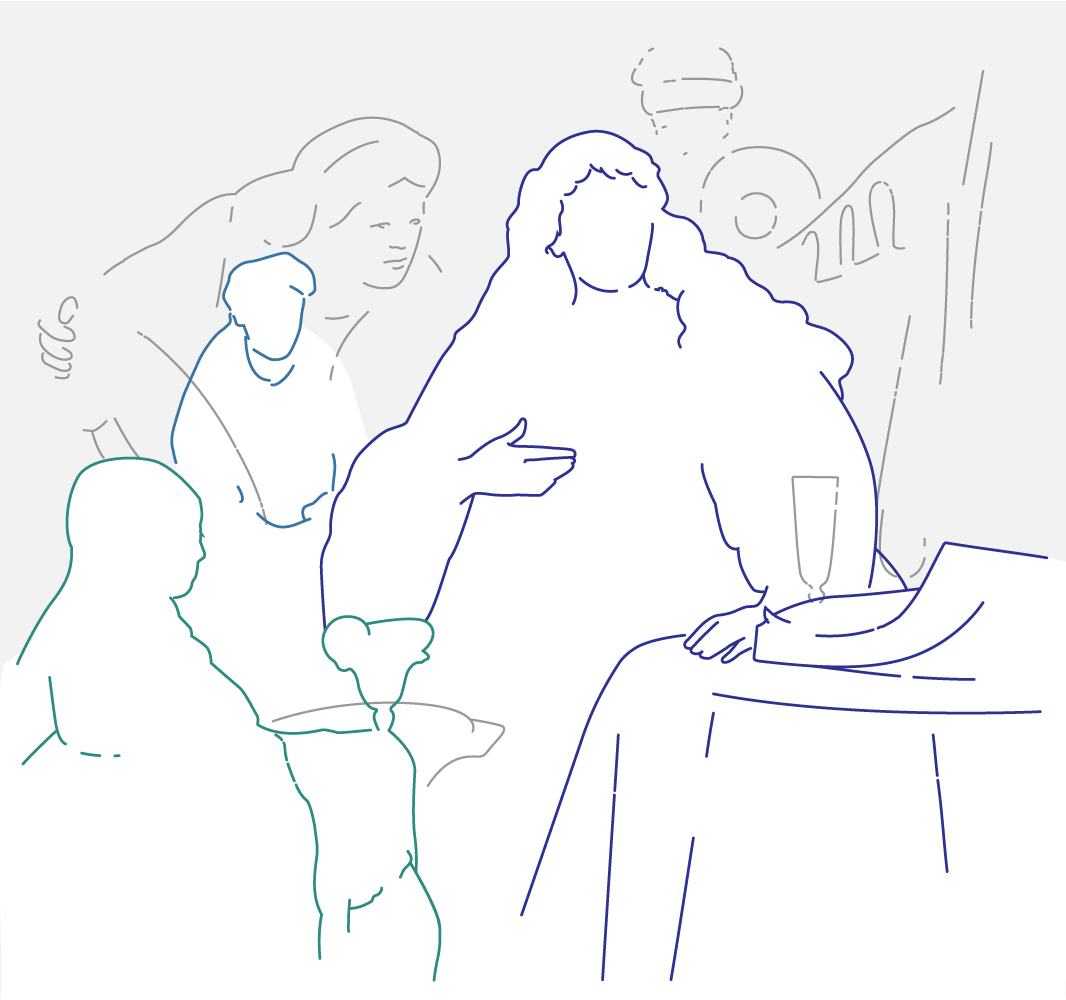
Schéma de la composition sous-jacente à partir de la radiographie du musée du Prado. Les personnages et les éléments en gris ont été supprimés.

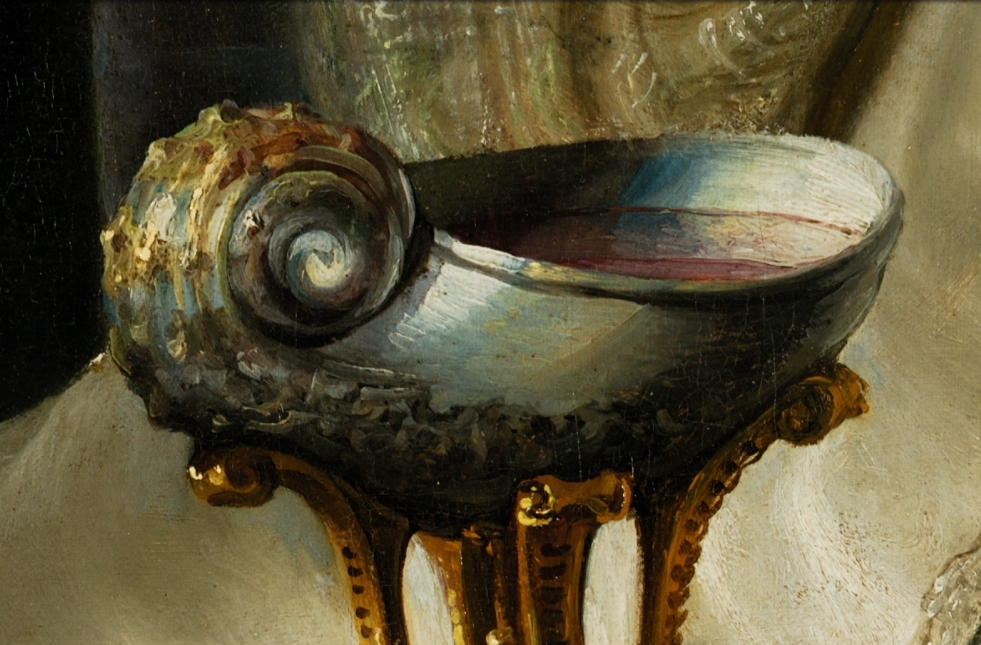
La coupe empoisonnée (détail).

Le sujet du tableau n'a pas été clair pendant des siècles. Il représenté une jeune femme, anciennement identifiée comme Sophonisbe ou Artémise II, ou une reine générique en raison de ses bijoux et de ses riches vêtements, recevant une tasse d'une jeune fille,. Aujourd'hui, elle est considérée comme Judith au banquet d'Holopherne.
Rembrandt a probablement utilisé son épouse Saskia comme modèle pour la femme.